# Mesosfære (atmosfære)
|  | For den geologiske mesosfære, se Mesosfære (kappen). |
Mesosfæren ((græsk):mēsos for i midten og sphaîra for kugle), er det lag i Jordens atmosfære som ligger over stratosfæren og under termosfæren. Mesosfæren ligger fra 50 til 85 km over jordens overflade.
Det er det koldeste lag, temperaturen aftager drastisk fra +10 °C. til −100 °C med højden. Det er også i dette lag, at meteorer og udtjente satellitter brænder op, da friktionsvarmen ved (gen)indtræden kan være oppe på tusinder af grader.
Da hverken fly eller vejr-balloner kan komme op til mesosfæren, er man nødsaget til at anvende raketsonder til målingerne. Man ved meget lidt om laget for heller ikke satellitter kan opholde sig her, derfor er termosfæren det lag man har den mindste viden om.
En række endnu ikke helt forståede fænomener optræder i dette lag: Lysende natskyer , de såkaldte Røde feer (sprites), Blå jets og Elvere.
Den øverste del af mesosfæren kaldes mesopausen den ligger i 80 km højde fra Jorden overflade. Mesopausen er grænselaget til det næste lag termosfæren der starter i en højde af cirka 85 km.

## Galleri
- Meteorstorm
- Meteorer set fra rummet